# Czerwony kwiatuszek
Czerwony kwiatuszek (tytuł oryginalny: Аленький цветочек) – baśń Siergieja Aksakowa wydana w 1858 roku. Jedna z wielu wersji baśni o Pięknej i Bestii.

## Adaptacje filmowe
- Szkarłatny kwiat (Piękna i Bestia – Opowieść o Karmazynowym Kwiecie / Piękna i Bestia, czyli baśń o szkarłatnym kwiecie) – radziecki film animowany z 1952 roku w reżyserii Lwa Atamanowa
- Cudowny kwiat (Szkarłatny kwiat) – radziecka baśń filmowa z 1977 roku w reżyserii Iriny Powołockiej

## Literatura
- Aksakow Siergiej, Czerwony kwiatuszek, tłum. z ros. Czesław Jastrzębiec-Kozłowski, Nasza Księgarnia, Warszawa, 1968.